# 다테 주이치
다테 주이치(일본어: 伊達 忠一, 1939년 1월 20일~)는 3선 참의원 의원을 지낸 일본의 정치인이다.

## 생애
1939년 1월에 홋카이도에서 태어났다. 아시베쓰촌(현 아시베쓰시) 출신설과 가미시호로촌(현 가미시호로정) 출신설이 있는데 정확하게 알려져 있지 않다. 홋카이도 아시베쓰 고등학교를 나온 뒤 홋카이도립 위생병리사 양성소(현 홋카이도립 위생학원)를 졸업해 임상병리사가 되었다. 1963년 4월부터 삿포로 의과대학 부속병원 검사부에서 근무했으며 1965년 9월에 삿포로 임상검사센터를 설립했다.
1983년 4월 아시베쓰시에서 홋카이도의회 의원 선거에 출마해 당선돼 정치인이 되었다. 1987년에 낙선했다가 1991년에 삿포로시 아쓰베쓰구로 지역구를 옮겨 출마해 당선돼 도의회에 복귀했다. 이후 1995년과 1999년에도 당선돼 4선 도의원을 지냈다.
2001년에 참원선에 출마해 당선됐다. 2004년 9월에 제2차 고이즈미 내각 (개조)이 출범하자 국토교통대신정무관(국토 관련 정책, 홋카이도 개발 관련 정책 담당)에 취임해 공직을 맡았다. 2007년 참원선 때는 신당 대지·민주당·국민신당의 추천을 받은 무소속 다하라 가오리와 접전을 펼친 끝에 의원직 사수에 성공했다.
제1차 아베 신조 내각부터 아소 내각 때까지 자민당 부간사장, 참의원 간사장 대리, 간사장 대행, 국회대책위원회 부위원장 등을 역임했다. 2012년 제2차 아베 신조 내각이 출범하자 내각부 부대신(오키나와·북방 대책, 과학 기술 등 담당)에 취임했으며 2013년 참원선에서 당선돼 3선 의원이 되었다. 그 해 9월 부대신에서 물러났으며 10월에 자민당 참의원 국회대책위원장이 되었다. 2014년 9월엔 자민당 참의원 간사장으로 자리를 옮겼다.

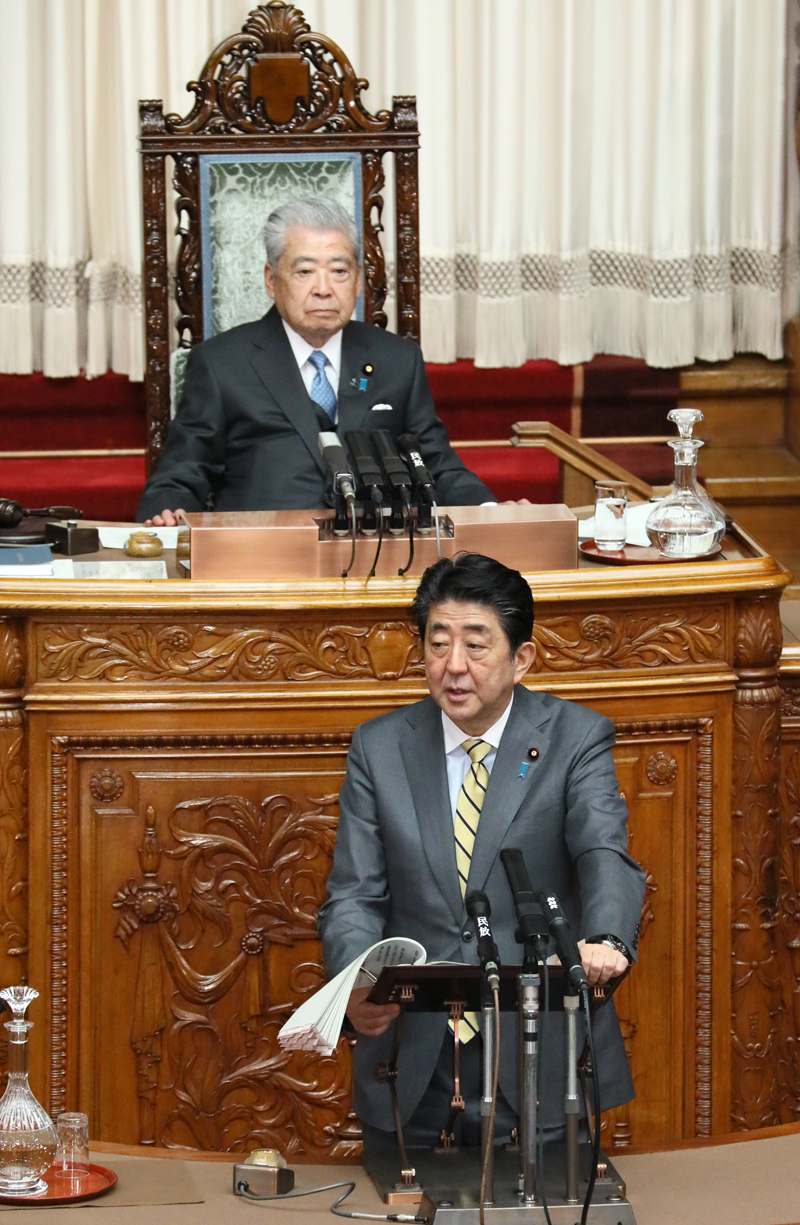
참의원 본회의장 의장석에 앉아 있는 다테 주이치(뒤). 앞에 서 있는 사람은 내각총리대신 아베 신조다.

2016년 8월 제191회 국회에서 일본 참의원 의장으로 선출되었다. 2017년 2월 7년 만에 참의원 개혁협의회를 설치했다. 2018년 11월에 차기 참원선에 불출마할 것을 표명하면서 정계를 은퇴하겠다고 발표했다.
정계를 은퇴한 뒤 2019년에 동화대수장을, 2020년에 감수포장을 수훈했다.

## 통일교와의 관계
2015년에 다테는 일본임상병리사회장 미야지마 요시후미에게 다음 년도 참원선에 출마해보지 않겠느냐고 제의했다. 그리고 8월 28일 미야지마가 입후보 의향을 굳혔다는 보도가 나왔다. 그런데 표를 모으는 게 쉽지 않을 거라 생각한 다테는 총리대신 아베 신조에게 세계평화통일가정연합(통일교)의 지원을 얻게 해줄 것을 요청했다. 아베가 이를 받아들여 선거 공시 직전에 미야지마는 통일교 연관 단체인 세계평화연합(FWP)의 추천을 받았고 미야지마는 통일교의 지원을 받았다. 선거 결과 자민당은 비례대표로 19석을 얻었는데 미야지마는 당내 득표수 17위로 당선에 성공했다.
한편 다테는 2019년 참원선에 불출마하면서 그대로 정계를 은퇴했다. 같은 해 10월 5일 통일교 연관 단체인 천주평화연합(UPF)이 개최한 재팬 서미트&리더십 컨퍼런스에 참석해 강연했다. 2020년 2월 3일부터 5일에 걸쳐 UPF는 대한민국 고양시의 킨텍스에서 월드 서미트 2020을 개최했는데 다테는 4일날 킨텍스를 찾아 세계평화정상연합총회에 출석했다. 8월 9일에는 통일교가 네트워크로 중계한 이벤트 RALLY OF HOPE 신통일세계안착을 위한 100만 희망 전진 대회에 온라인으로 참석했다. 2022년 2월 11일과 12일에 걸쳐서는 통일교 관련 단체가 한국 서울특별시의 롯데호텔에서 Think Tank 2002 포럼 분과 세션을 개최했는데 전 중의원 의원 하라다 요시아키와 함께 인터넷으로 참석하여 강연도 했다. 다테는 나중에 홋카이도 TV 방송 취재에 응했을 때 미야지마의 당선을 도와준 데 대한 감사의 뜻으로 참여한 것이라고 해명했다.
2022년에 미야지마가 재선에 도전할 때 다테는 다시 한 번 아베를 찾아가 통일교의 지원을 요청했다. 하지만 아베는 비서관으로 일했던 이노우에 요시유키를 지원해야 한다며 거절했다. 미야지마는 통일교의 도움 없이 재선은 힘들다고 판단해 이미 신청했던 공천을 취소하고 참원선에도 불출마했다.

## 역대 선거 기록
|  | 0% |

|  | 0% |

|  | 0% |

|  | 0% |

|  | 0% |

|  | 39.26% |

|  | 26.79% |

|  | 37.7% |